# Henry (enota)
Henry ali henri (oznaka H) je v sistemu SI enota za merjenje induktivnosti. Henry spada med izpeljane enote SI.
Imenuje se po ameriškem fiziku Josephu Henryju (1797 – 1878).

## Definicija
Zaključen električni krog ima induktivnost 1 H, kadar se v njem inducira napetost 1 V, če se v njem v 1 s spremeni tok za 1 A.
{\displaystyle 1\,\mathrm {H} =1\,\mathrm {\frac {V\,s}{A}} =1\,\Omega \,\mathrm {s} }.

## Povezave z drugimi enotami
Henry je tudi enak
{\displaystyle {\mbox{H}}={\dfrac {\mbox{Wb}}{\mbox{A}}}\,}.
Enoto lahko izrazimo tudi z osnovnimi enotami:
{\displaystyle {\mbox{H}}={\dfrac {{\mbox{m}}^{2}\cdot {\mbox{kg}}}{{\mbox{s}}^{2}\cdot {\mbox{A}}^{2}}}\,}.
Lahko uporabimo tudi druge izpeljane enote
{\displaystyle {\mbox{H}}={\dfrac {{\mbox{J/C}}\cdot {\mbox{s}}}{\mbox{C/s}}}={\dfrac {{\mbox{J}}\cdot {\mbox{s}}^{2}}{{\mbox{C}}^{2}}}={\dfrac {{\mbox{m}}^{2}\cdot {\mbox{kg}}}{{\mbox{C}}^{2}}}}.
V vseh zgornjih izrazih so uporabljene naslednje enote 
- H henry, enota za induktivnost
- A amper enota za električni tok
- V volt enota za električno napetost in električni potencial
- C coulomb enota za električni naboj
- J džul enota za delo in energijo
- W weber enota za magnetni pretok
- Ω om enota za električni upor
- kg kilogram enota za maso
- m meter enota za dolžino
- s sekunda enota za čas